# Henri Langlois
Henri Langlois (13 de noviembre de 1914; Smyrne, Turquía, - 13 de enero de 1977; París, Francia) fue un cinéfilo y archivero de cine francés. Langlois se destacó en la conservación y restauración de filmes, y fue uno de los fundadores de la Cinemateca Francesa.
Langlois comenzó su trabajo con material privado y solamente con una decena de películas, y al paso del tiempo, su colección creció hasta alcanzar varios miles de títulos.

## Biografía

### De Smyrne a París
Je suis né le 13 novembre 1914 à Smyrne. Mes parents étaient des français de l’étranger, ce qui m'a permis d'être en retard d'un siècle.
Nací el 13 de noviembre de 1914 en Smyrne. Mis padres eran franceses del extranjero, lo que me permitió un retardo de un siglo.
Henri Langlois

A su nacimiento en 1914, el mundo estaba en guerra, y Smyrna (Esmirna) era una antigua ciudad griega que se encontraba en el Imperio Otomano (entonces aliado de Alemania).
Después de la derrota de los imperios centrales en 1918, y la firma del Tratado de Sèvres en 1920, Turquía se rebeló y reconquistó la Anatolia ; en esa oportunidad, Smyrne fue parcialmente destruida por un incendio (septiembre de 1922), y la totalidad de la población griega fue entonces expulsada. La mayoría de los residentes de origen europeo entonces también abandonaron la ciudad, y fue por ello que la familia Langlois volvió a Francia, instalándose en París (rue Laferrière, en el distrito IX).

### Una pasión: el cine
Langlois hizo sus estudios en el Lycée Condorcet de la rue d’Amsterdam, en París. En 1933, en oposición y protesta frente a la decisión de su padre que quería inscribirlo en la Faculté de Droit, voluntariamente provocó la pérdida del examen de bachillerato, presentando una página en blanco, ya que así luego podría dedicarse al cine, pues eso era lo que le interesaba.

Moi je suis la brebis galeuse de la famille. J'aimais trop le cinéma.
Soy la oveja negra de la familia. Amaba demasiado el cine.
Henri Langlois

Luego de este desenlace, su padre le consiguió un empleo en una imprenta. Fue gracias a este empleo, que Langlois encontró a Georges Franju, con quien hizo amistad.

« C'est grâce à lui que j'ai vraiment appris ce qu'était le cinéma muet ».
« Fue gracias a él [H. Langlois] que verdaderamente aprendí lo que era el cine mudo ».
Georges Franju

Langlois y Georges Franju, juntos, trataron de hacer una película, Le Métro (reencontrada en 1985, y que hoy día se encuentra en la cinemateca). De esta primera experiencia en cuanto a dirección, solo Franju continuó como cineasta, y de sus realizaciones personales posteriores, puede citarse el documental Le sang des bêtes (1949), así como Les Yeux sans visage (1960), y Judex (1963-1964, en homenaje a las "seriales" de aventuras de Louis Feuillade de los años 1910).
En 1935, Henri Langlois logró que se publicaran varios artículos en el semanario titulado La Cinématographie française, cuyo propietario en ese momento era Paul Auguste Harlé.
Langlois muy pronto comprendió que la llegada del cine sonoro desplazaría completamente al cine mudo, así que las películas mudas serían dejadas de lado y pronto desaparecerían; por tanto, sería necesario salvarlas y preservarlas.
En octubre de 1935, Langlois conoció a Jean Mitry en el cine-club de su esposa, a quienes entusiasmó con la idea de establecer un cine-club dedicado a las películas mudas. Dicho proyecto se concretó muy rápidamente, en diciembre de 1935, con el nombre de Cercle du Cinéma.

Il s'agit avant tout de montrer des films et non de discuter après. Les débats ne servent à rien.
Ante todo se trata de mostrar las películas, y no de analizarlas posteriormente. Los debates no sirven.
Henri Langlois

Y las ganancias obtenidas con este emprendimiento sirvieron a ir formando una primera colección de películas.
Por su parte, Paul Auguste Harlé les dio un crédito de diez mil francos, con los cuales Langlois y Franju compraron copias de una decena de filmes de 35 mm. Y los meses siguientes crearon un clima favorable y un entusiasmo tal, que pronto haría posible la creación de la Cinémathèque.
De esta forma y con poco más de veinte años, Langlois poco a poco pasó a ser un especialista en cuanto a cine, adquiriendo en este dominio un conocimiento verdaderamente enciclopédico.

### La Cinemateca
En 1936, Henri Langlois, Georges Franju, y Jean Mitry, establecieron oficialmente la Cinémathèque Française, concebida como una sala y un museo del cine. Su sede social estaba en París, en el 29 rue Marsoulan, en el distrito XII.
Paul Auguste Harlé fue su primer presidente, Langlois y Georges Franju los secretarios generales, Mary Meerson el principal contribuidor financiero gracias a la venta de sus telas de grandes pintores, y por su parte Jean Mitry fue el archivista. El pueblo de Francia de 1936 así vio nacer su Cinémathèque.
A partir de 1937, el acervo de la cinemateca se enriqueció con nombres tan ilustres como los de Lumière, Alexandre Kamenka, los hermanos Pathé, o Léon Gaumont, y poco a poco se fue formando una importante colección. Partiendo de 10 películas en 1936, ya en 1970 se sobrepasaron los 60 000 títulos.
Por cierto, Henri Langlois fue mucho más que un archivista, ya que salvó y reconstruyó muchas obras en peligro de desintegración. Recuérdese que la mayoría de los filmes retenidos eran en celuloide, un material frágil que exige un ambiente de conservación muy controlado para asegurar una razonable sobrevida en el tiempo.
Durante la Segunda Guerra Mundial, Langlois continuó sosteniendo la actividad de la cinemateca francesa. En efecto, el propio Langlois y muchos de sus colegas, ayudaron a salvar muchos filmes durante la ocupación nazi en Francia. El deseo de Langlois de salvar muchas películas contra el olvido, posiblemente tuvo sus raíces en la destrucción parcial de su ciudad de nacimiento, luego de la Primera Guerra Mundial.
En 1945, la fotógrafo Denise Bellon, cuñada del cineasta surrealista Jacques-Bernard Brunius, realizó un excepcional reportaje sobre la Cinemateca Francesa, inmortalizando un célebre recinto lleno de bobinas de películas, así como una toma donde se observa al propio Langlois, en la calle, empujando un carrito con bobinas.
Además de ocuparse de los filmes, Henri Langlois también ayudó a preservar otros objetos ligados al cine, tales como por ejemplo cámaras, máquinas de proyección, vestuarios, y programas de sala.
También Langlois, en buena medida, impulsó la fundación de una cinemateca en Cuba. En efecto, en 1950, el fotógrafo y cineasta Herman Puig visitó París, oportunidad en la que conoció a Langlois. Esa reunión fue breve pero decisiva, ya que Langlois se comprometió entonces a enviar filmes franceses al cine club de La Habana, pero con la única condición de que el entonces pequeño cine club existente fuera institucionalizado, ya que la Cinemateca Francesa estaba autorizada a hacer intercambios de material fílmico, pero solamente con organismos análogos.
Sin duda, Langlois tuvo un impacto importante sobre las realizaciones francesas de la llamada Nouvelle Vague durante los años 1960, y entre otros, corresponde citar los siguientes nombres : François Truffaut, Jean-Luc Godard, Claude Chabrol, Alain Resnais. Algunos de estos directores de cine se llamaron a sí mismos, « les enfants de la Cinémathèque » (« los niños de la cinemateca »).
Y fue precisamente en 1962, que Langlois expuso sus propias ideas sobre la conservación, la restauración, y la filosofía o enfoque de vida, que en lo personal le animaba en relación con el cine ; y lo hizo en una interesante entrevista dirigida por Michel Mardore y Éric Rohmer, en los llamados Cahiers du cinéma (n.º 135, septiembre de 1962).

### El caso Langlois
En 1968, el ministro francés de cultura André Malraux, quien desde 1958 había puesto importantes recursos financieros a disposición de Langlois, trató de arrebatarle la dirección administrativa de la cinemateca, dejándole la dirección artística. Desde el Ministerio de Cultura, se le reprochaba a Langlois de haber dejado a un lado la administración, la contabilidad, y la gestión, pues aducían que no podía dar datos concretos de los derechos de propiedad de la cinemateca sobre ciertas bobinas. Además, se le reprochaba que no fuera en extremo cuidadoso en relación con las condiciones materiales de conservación de miles de filmes, que inexorablemente se deterioraban en los anaqueles, y a cuyo acceso impedía a los técnicos y a ciertos investigadores.
Daniel Cohn-Bendit, entonces un desconocido, se manifiesta abiertamente en favor de Langlois. Y el 25 de febrero de 1968, en la Asamblea Nacional, François Mitterrand calificó el intento de exclusión de Langlois como de chocante. Se sucedieron entonces una serie de protestas, tanto en Francia como en otros países, con la participación entre otros de Charles Chaplin, Stanley Kubrick, Orson Welles, Luis Buñuel, François Truffaut, Jean-Pierre Léaud, Claude Jade, Alain Resnais, Jean-Luc Godard, Jean Marais, y hasta el propio Festival de Cannes fue interrumpido ese año, entre otras cosas por el llamado caso Langlois. 
Finalmente, Malraux dio marcha atrás, y Langlois fue confirmado en sus funciones el 22 de abril de 1968. Raymond Borde opinó, en relación con este asunto, que la izquierda había renegado de su pasado ideológico, defendiendo « el derecho de un individuo sobre un patrimonio que pertenecía a la nación ».

### Consagración
En 1970 se realizó un documental británico titulado Henri Langlois, donde se presentaba su trabajo y su vida, con entrevistas a Ingrid Bergman, Lillian Gish, François Truffaut, Catherine Deneuve, y Jeanne Moreau, entre otros. También se fundó el llamado Musée du Cinéma Henri Langlois, que abrió sus puertas el 14 de junio de 1972 en el Palais Chaillot. Y el 2 de abril de 1974, Langlois recibió un Premio Óscar por el conjunto de su trabajo dedicado a las cinematecas y a la preservación de películas.
La actividad y el entusiasmo de este personaje no decayó con el paso del tiempo, y hasta muy poco antes de su muerte en París, el 13 de enero de 1977, Langlois se esforzó por difundir sus ideales en torno al cine y a las cinematecas, y por apoyar la replicación de cine clubes y de instituciones afines en otros países, como por ejemplo en Estados Unidos y en Cuba.
Sus restos reposan en el Cimetière du Montparnasse, en París.
Un film documental de 3h30 de duración, también fue realizado en el año 2004, el que lleva por título Le Fantôme d'Henri Langlois; este documental fue realizado por su último asistente, Jacques Richard, y allí se desarrolla en detalle la epopeya de la Cinémathèque Française, desde su creación en 1936 hasta el fallecimiento de Langlois en 1977.

## Homenajes

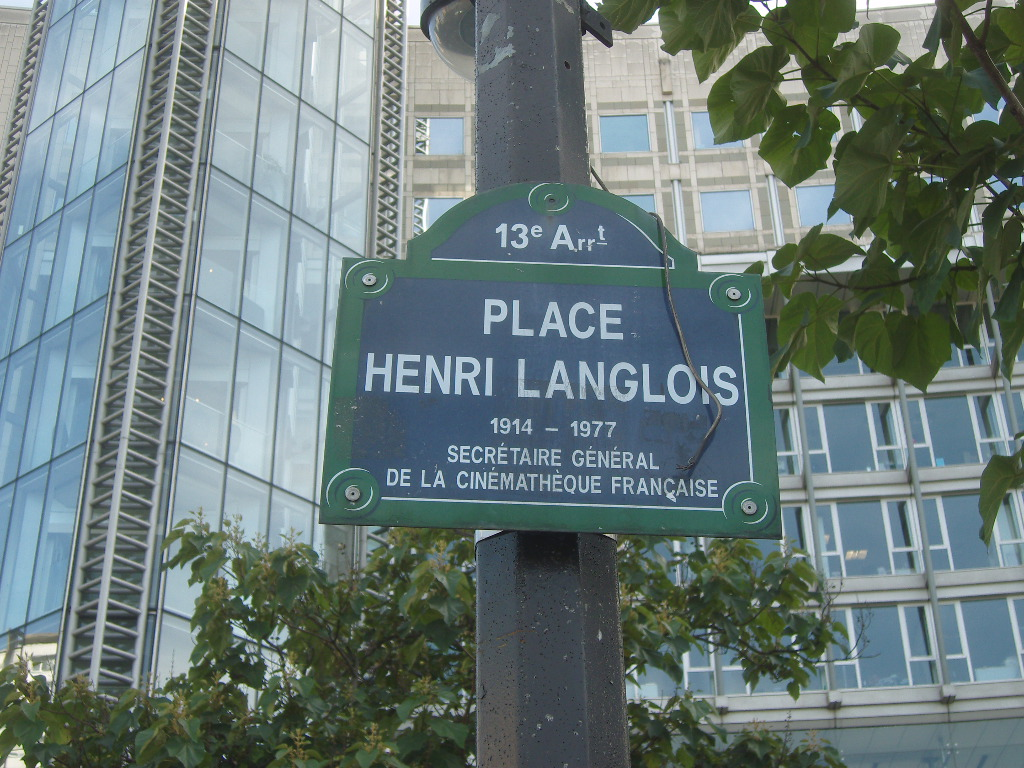
Placa en la Place Henri-Langlois, en París.

- En París, la llamada Place Henri-Langlois ubicada en el distrito XIII, lleva su nombre desde 1995.

- El año del fallecimiento de Henri Langlois, el director de cine Wim Wenders le dedicó su película El amigo americano, en donde se hacen numerosas referencias a la prehistoria del cine.

- Desde el año 2006, se otorgan los llamados Premios Henri-Langlois. Estas distinciones tienen en cuenta y premian los mejores esfuerzos realizados en cuanto a la conservación y restauración de material fílmico, así como destaca las mejores trayectorias de personalidades del cine en relación con obras patrimoniales y al llamado cine de autor.

- En la villa portuaria La Ciotat (cuna del cine), una explanada también lleva el nombre de Henri Langlois. Allí, una estela recuerda la visita de Henri Langlois en 1968, a la llamada cité des frères Lumière. En efecto, y cuando transcurría el llamado « Caso Langlois » (« Affaire Langlois »), el propio Henri Langlois visitó esta zona para hablar con uno de sus más fieles seguidores, el comediante Michel Simon (una foto recuerda el encuentro de estos dos hombres, sentados cerca del monumento dedicado a los hermanos Lumière).

## Varios
- Asimismo, Henri Langlois es el nombre adoptado por Didier Bourdon, cuando encarnaba a un hombre político en actuaciones del trío cómico Les Inconnus.